# Го Дань
Го Дань (кит. упр. 郭丹, пиньинь Guō Dān, р. 20 декабря 1985) — китайская спортсменка, стрелок из лука, призёр Олимпийских игр.
Го Дань родилась в 1985 году в Телине провинции Ляонин. С 1997 года начала тренироваться в местном спортивном армейском клубе. В 2002 году вошла в национальную сборную. На Олимпийских играх 2008 года Го Дань стала обладательницей серебряной медали в командном зачёте.